# Frank Viola
Frank John Viola (Hempstead, Nueva York, 19 de abril de 1960), más conocido como Frank Viola, es un exjugador profesional estadounidense de béisbol que se desempeñó en la posición de lanzador en las Grandes Ligas de Béisbol (MLB). Logró obtener el premio MVP (jugador más valioso de la Serie Mundial).

## Carrera
Viola jugó como profesional ocho temporadas en Minnesota Twins (1982-1989), después pasó a New York Mets (1989-1991), luego a Boston Red Sox (1992-1994), posteriormente a Cincinnati Reds (1995), y finalmente, a Toronto Blue Jays, donde jugó una temporada (1996), y fue el equipo en el que se retiró.

## Premios
Fue galardonado con el MVP (jugador más valioso de la Serie Mundial) en una oportunidad (1987).